# Undress Me Now
Undress Me Now è un brano musicale del gruppo britannico Morcheeba, estratto nel 2002 come terzo singolo del loro quarto album Charango.

## Tracce
1. Undress Me Now - 3:25